# Dialeria styracis
Dialeria styracis är en tvåvingeart som beskrevs av Tavares 1918. Dialeria styracis ingår i släktet Dialeria och familjen gallmyggor. Inga underarter finns listade i Catalogue of Life.